# Zizinho (1962–2021)
Zizinho, właśc. Geraldo Francisco dos Santos (ur. 11 czerwca 1962, zm. 29 lipca 2021) to były brazylijski piłkarz występujący na pozycji pomocnika. W trakcie swojej kariery reprezentował barwy takich klubów jak São Paulo, Club América, Club León, Necaxa Aguascalientes, FAS Santa Ana i Monterrey La Raza.

## Życie osobiste
Zizinho ma trzech synów – Édera (ur. 1984), Giovaniego (ur. 1989) i Jonathana (ur. 1990). Cała trójka zdecydowała się na występy w reprezentacji Meksyku.